# 하맛테 사봇테 오 마이 갓!
《하맛테 사봇테 오 마이 갓!》(ハマってサボっておーまいがっ!)은 2008년 3월 5일에 란티스에서 발매된 플레이스테이션 2용 게임 소프트 《러키☆스타 ~료오학원 앵등제~》의 주제가를 수록한 싱글이다.

## 개요
2007년에 방송된 애니메이션판의 주제가 《가져가! 세일러복》과 같이 주요 등장인물 4명의 성우(이즈미 코나타(히라노 아야), 히이라기 카가미(카토 에미리), 히이라기 츠카사(후쿠하라 카오리), 타카라 미유키(엔도 아야))가 가창을 담당했으며, 또, 제작진도 하타 아키, 코우사키 사토루, nishi-ken의 3명 역시 《가져가! 세일러복》을 다룬 3명으로 그대로 기용되었다.

## 수록곡
1. 하맛테 사봇테 오-마이 갓!(ハマってサボっておーまいがっ!, 열중해 빠져있다 보니 오 마이 갓!)
작사：하타 아키, 작・편곡：코우사키 사토루
《료오학원 앵등제》 오프닝 테마
2. 난데탓테☆덴세츠(なんてったって☆伝説)
작사：하타 아키, 작・편곡：nishi-ken
《료오학원 앵등제》 엔딩 테마
3. 하맛테 사봇테 오-마이 갓!（off vocal）
4. 난데탓테☆덴세츠（off vocal）